# NS 1500 sorozat
Az NS 1500 sorozat egy holland Co'Co' tengelyelrendezésű 1500 V DC áramrendszerű villamosmozdony-sorozat volt. Az Metropolitan Vickers gyártotta a British Railways részére, mint British Rail 77 sorozat. Eredetileg a villamosított Woodhead Route vasúton közlekedtek Manchester és Sheffield között. A gépeket 1969-ben az NS megvásárolta. Összesen 7 db készült belőle. 1986-ban selejtezték le a sorozatot.

## Járművek
| Jelmagyarázat: | Megőrizve | Selejtezve |

| NS pályaszám | BR pályaszám | BR pályaszám | Név     |
| NS pályaszám | 1955         | 1957         | Név     |
| ------------ | ------------ | ------------ | ------- |
| 1501         | 27003        | E27003       | Diana   |
| 1502         | 27000        | E27000       | Electra |
| 1503         | 27004        | E27004       | Juno    |
| 1504         | 27006        | E27006       | Pandora |
| 1505         | 27001        | E27001       | Ariadne |
| 1506         | 27002        | E27002       | Aurora  |
| -            | 27005        | E27005       | Minerva |